# Craig Gordon
Pour les articles homonymes, voir Gordon.
Craig Gordon, né le 31 décembre 1982 à Édimbourg, est un footballeur international écossais qui évolue au poste de gardien de but au Heart of Midlothian. Il fait partie du Tableau d'honneur de l'équipe d'Écosse de football, où figurent les internationaux ayant reçu plus de 50 sélections pour l'Écosse, étant inclus en octobre 2017.

## Biographie

### En club
De 2000 à 2007, il joue à Heart of Midlothian, un club dont il est le capitaine. Il y joue sept saisons et remporte la Coupe d'Écosse en 2006 lors de la séance de tirs au but face à Gretna FC durant laquelle il arrête deux tirs.
Lors du mercato 2007, Sunderland débourse presque 11 millions d'euros pour l'enrôler. Il s'agit à l'époque du troisième plus gros transfert pour un portier évoluant en Premier League, derrière les transferts de Petr Čech à Chelsea et Fabien Barthez à Manchester United.
Le 19 mai 2012, Sunderland annonce que le contrat de Gordon, qui expire le 30 juin suivant, n'est pas renouvelé.
Après plus de deux ans sans jouer, Gordon est recruté le 3 juillet 2014 par le Celtic FC, où il a signé un contrat de deux ans. Fin juillet 2015, le gardien prolonge son contrat avec le club de Glasgow jusqu'en été 2018. En mars 2017, le joueur restera dans le club encore trois saisons, soit jusqu'en 2020,. En juin 2020, il quitte le Celtic FC.
En juin 2020, il fait son retour au Heart of Midlothian, il signé un contrat de deux ans. Il est annoncé en février 2024, qu'il a prolongé son contrat jusqu'en été 2025. En mai 2025, il prolonge son contrat avec le club d'Edimbourg d'une année supplémentaire, soit jusqu'en 2026.

### En sélection nationale
Gordon est retenu dans la liste des vingt-six joueurs écossais sélectionnés par Steve Clarke pour disputer l'Euro 2020.

## Palmarès

### En club
Après avoir remporté la Coupe d'Écosse en 2006 avec le Heart of Midlothian, Craig Gordon rejoint l'Angleterre avant de revenir au pays sous les couleurs du Celtic avec qui il est champion d'Écosse à cinq reprises en 2015, 2016, 2017, 2018 et 2019. Il remporte également la Coupe de la Ligue écossaise en 2015, 2016 et 2017 ainsi que la Coupe d'Écosse en 2017 et 2018. En 2021, il remporte le Scottish Football League First Division (deuxième division écossaise). En 2022, il est finaliste de la Coupe d'Écosse avec Heart of Midlothian

### Distinctions individuelles
Il est élu à deux reprises meilleur joueur du championnat d'Écosse SFWA en 2006 et en 2015, et membre de l'équipe-type de Scottish Premiership en 2015 et 2022.
Avec Hearts, il est membre de l'équipe-type de Scottish Championship (deuxième division) en 2021.